# Mochau
Mochau – dzielnica miasta Döbeln w Niemczech, w kraju związkowym Saksonia, w powiecie Mittelsachsen. Do 29 lutego 2012 w okręgu administracyjnym Chemnitz. Do 31 grudnia 2015 samodzielna gmina.